# Count Basie
William James „Count” Basie (Red Bank, New Jersey, 1904. augusztus 21. – Hollywood, Kalifornia, 1984. április 26.) többszörös Grammy-díjas amerikai dzsesszzongorista, orgonista, zeneszerző, zenekarvezető. Kilenc Grammy-díjat és életmű-díjat kapott, Ronald Reagan Szabadság érdemrendet nyújtott át neki. Több mint száz lemeze jelent meg. A DownBeat Magazine halhatatlanjai között szerepel.
Édesanyja zongorista volt. Ő eleinte dobolt és tizenöt éves korában kezdett zongorázni. Duke Ellington zenekarában még dobolt. Némafilm mozikban filmek alá zongorázott. Fats Waller volt a példaképe, aki beajánlotta a Katie Crippen and Her Kids együttesbe.
Huszonöt éves korában Bennie Motens együttesébe került, akinek halála után átvette a zenekar irányítását Kansas Cityben. 1937-ben New Yorkban, a  Decca kiadónál jelent meg a Count Basie együttes első lemeze. A harmincas évek végétől 1946-ig a Columbia Records adta ki lemezeit.

## Diszkográfia
Blues By Basie (1950)

Dance Parade (1950)

Count Basie/Lester Young – Live at Birdland (1952)

King of Swing (1953)

Basie Jazz (1954)

Count Basie Big Band (1954)

The Count Basie Sextet (1954)

Lester Leaps In (1955)

Count Basie Swings, Joe Williams Sings (1956)

Count Basie at Newport (1957)

The Atomic Mr. Basie (1957)

Basie and Eckstine, Inc. (1959)

Breakfast Dance and Barbecue (1959)

Bennett & Basie Strike Up The Band (1959)

Kansas City Suite: The Music of Benny Carter (1960)

First Time! The Count Meets The Duke (1961)

Count Basie & Sarah Vaughan (1962)

Sinatra-Basie: An Historic Musical First (1962)

Basie At Birdland (1962)

This Time by Basie: Hits of 50s (1963)

Basie’s Beatle Bag (1966)

Basie’s Swingin’ Voices Singing (1966)

Basie’s Beat (1967)

Standing Ovation (1969)

Afrique (1971)

The Bosses (1973)

Satch and Josh (1974)

Basie & Zoot (1975)

Montreux ’77 (1977)

Basie in Europe (1977)

Count Basie Meets Oscar Peterson (1978)

On The Road (1979)

The Retrospective Sessions (1979)

The Basie Special (1984)

Count Basie: The Orchestra and The Octet (1986)

The Complete Decca Recordings (1992)

The Complete Atomic Basie (1994)

Jazz ’Round Midnight (1995)

The Best of Early Basie (1996)

The Atomic Swing (1999)

Count Basie & Friends: 100th Birthday Bash (2004)

Count Basie Story (2004)

Basie’s Best (2007)

Ultimate Big Band Collection: Count Basie (2011)

## Filmek
(zenés filmek, melyekben saját magát alakítja)
- Hit Parade of 1943 (1943)
- Sugar Chile Robinson, Billie Holiday, Count Basie and His Sextet (1950)
- Cinderfella (1960)
- Blazing Saddles (1974)
- Last of the Blue Devils (1979; dokumentumfilm)